# Elisha Gray
Elisha Gray, född 2 augusti 1835 i Barnesville i Belmont County, Ohio, död 21 januari 1901 i  Newtonville i Newton, Massachusetts, var en amerikansk uppfinnare.
Gray är särskilt känd för att ha lämnat in patentansökan på en telefonapparat bara 1 timme efter Alexander Graham Bell 1876. Det visade sig dock att Bells apparat inte hade fungerat. Det hade dock Grays. Efter år av rättstvister blev Bell skriven som den första uppfinnaren av telefonen. År 2002 bestämde dock den amerikanska kongressen att det var Antonio Meucci som skapade den första telefonen.
Gray gjorde senare flera uppfinningar inom telegrafin, såsom teleautografen för elektrisk överföring av handstilen i en skrift och anordningar för multiplextelegrafering. Gray beviljades över 70 patent.
1876 grundade Gray Western Electric Manufacturing Company som ett moderföretag till Western Electric. Han gick två år efter detta i pension för att återuppta oberoende forskning och uppfinnande. Han började också undervisa vid Oberline College i Ohio.
Han dog 66 år gammal den 21 januari 1901 i Newtonville, Massachusetts.